# Ovotispa
Ovotispa là một chi bọ cánh cứng trong họ Chrysomelidae.
Chi này được miêu tả khoa học năm 1992 bởi L. Medvedev.

## Các loài
Chi này gồm các loài:
- Ovotispa atricolor (Pic, 1928)